# Atlapetes
Atlapetes é um gênero de ave da família Emberizidae.

## Espécies
Vinte e nove espécies são reconhecidas para o gênero Atlapetes:
- Atlapetes pileatus Wagler, 1831
- Atlapetes albofrenatus (Boissonneau, 1840)
- Atlapetes semirufus (Boissonneau, 1840)
- Atlapetes personatus (Cabanis, 1848)
- Atlapetes albinucha (Lafresnaye & Orbigny, 1838)
- Atlapetes melanocephalus (Salvin & Godman, 1880)
- Atlapetes pallidinucha (Boissonneau, 1840)
- Atlapetes flaviceps Chapman, 1912
- Atlapetes fuscoolivaceus Chapman, 1914
- Atlapetes crassus Bangs, 1908
- Atlapetes tricolor (Taczanowski, 1875)
- Atlapetes leucopis (P. L. Sclater & Salvin, 1878)
- Atlapetes latinuchus (Du Bus de Gisignies, 1855)
- Atlapetes blancae Donegan, 2007
- Atlapetes rufigenis (Salvin, 1895)
- Atlapetes forbesi Morrison, 1947
- Atlapetes melanopsis Valqui & Fjeldsa, 2002
- Atlapetes schistaceus (Boissonneau, 1840)
- Atlapetes leucopterus (Jardine, 1856)
- Atlapetes albiceps (Taczanowski, 1884)
- Atlapetes pallidiceps (Sharpe, 1900)
- Atlapetes seebohmi (Taczanowski, 1883)
- Atlapetes nationi (P. L. Sclater, 1881)
- Atlapetes canigenis Chapman, 1919
- Atlapetes terborghi Remsen, 1993
- Atlapetes melanolaemus (P. L. Sclater & Salvin, 1879)
- Atlapetes rufinucha (Orbigny et Lafresnaye, 1837)
- Atlapetes fulviceps (Orbigny et Lafresnaye, 1837)
- Atlapetes citrinellus (Cabanis, 1883)